# La Trinidad Vista Hermosa
La Trinidad Vista Hermosa è un comune del Messico, situato nello stato di Oaxaca.